# Nagy Zsuka
Nagy Zsuka (Nyíregyháza, 1977. –) magyar költő. A Vörös Postakocsi munkatársa, a Szabolcs-Szatmár-Beregi Szemle szerkesztője.

## Életpályája
Középiskolai tanulmányait szülővárosában, a Vasvári Pál Gimnáziumban végezte el. A Nyíregyházi Főiskola magyar-művelődésszervezés szakán tanult tovább. Ezután a Miskolci Egyetem Bölcsészettudományi Kar magyar nyelv és irodalom szakos hallgatója volt.

### Munkássága
Írásait többek között: az Eső, a Palócföld, a Bárka, a Pannon Tükör, az Élet és Irodalom, A Vörös Postakocsi, A Szabolcs-Szatmár-Beregi Szemle, a Látó, az Együtt, az ambroozia.hu, a muut.hu, tiszatajonline, illetve a Kaleidoszkóp Versfesztivál, a Légyott, a Viszontlátás, a Használati utasítás, a HogyÖt, a Miskolc KapuCíner, az Év versei, az Év novellái antológiák közölték. 

## Művei

### Könyvek
- mégismarionett (Parnasszus Kiadó, 2008)
- Küllők, sávok (Orpheusz Kiadó, 2017)
- Pigment (Orpheusz Kiadó, 2018)
- Tornacipők a stégen (2019)
- Delej (Orpheusz Kiadó, 2020)

### Szerkesztések
- Antal Balázs: Ugyanaz a föld (szerkesztő, 2014)
- Béres Tamás: Szívburokszatyor (szerkesztő, 2023)

### Antológiák
- Reményi-Turczi: Használati utasítás (antológia, 2008)
- Erős Kinga: Az év novellái 2017 (antológia, 2017)
- Luzsicza István: Ha bármit lehetne (antológia, 2022)
- Szegő János: Körkép (antológia, 2023)

## Díjai
- Kaleidoszkóp-díj (2003, 2004)
- A Vörös Postakocsi-díj (2010)
- Megyei Prima díj (Magyar irodalom kategória különdíja, 2017)[1]
- a Tokaji Írótábor Nagydíja (2017)[2]
- Ratkó József-díj (2017)
- Bella István-díj (2021)[3]